# Acanthodactylus grandis
Acanthodactylus grandis е вид влечуго от семейство Гущерови (Lacertidae). Видът е незастрашен от изчезване.

## Разпространение
Разпространен е в Йордания, Ирак, Иран, Кувейт, Саудитска Арабия и Сирия.

## Описание
Популацията им е намаляваща.